# Fisera phricotypa
Fisera phricotypa är en fjärilsart som beskrevs av Turner 1919. Fisera phricotypa ingår i släktet Fisera och familjen mätare. Inga underarter finns listade i Catalogue of Life.